# Gheorghe Sion
Gheorghe Sion (sau George Sion; n. 18 mai 1822, Vama, Țureni, Cernăuți, Ucraina – d. 1 octombrie 1892, București, România) a fost un scriitor român, membru titular (din 1868) al Academiei Române și al Astrei. 

## Biografie
Gheorghe Sion (1822-1892) s-a născut într-o familie boierească din Hârșova, județul Vaslui. A fost fiul paharnicului Ioniță Sion și al Eufrosinei, născută Schina., fiica eteristului Gheorghe Schina, care au avut 12 copii. Frații mamei sale, Eustațiu și Alecu Schina, exercitau profesiunea de avocați în București.
Gheorghe Sion învață mai întâi acasă, la moșia Laza-Hârșova, cu un dascăl particular, de origine rusă. Unchiul său, Eustațiu, l-a înscris în școala "Sfântul Sava" din București.  
În anul 1839, tatăl său îl recheamă în Moldova, pentru a-l ajuta în  administrarea moșiilor. La Iași, audiază cursuri la Academia "Mihăileană" și ia parte la „soarélele” literare din casa lui Gheorghe Asachi. Din aprilie 1841 și până în aprilie 1845 a funcționat la Iași, ca scriitor (copist) în cancelaria "Departamentului din lăuntru" al Moldovei (care ar corespunde unui Minister de Interne). În 1849 se află tot la Iași ca șef de secție la „Departamentul averilor bisericești și învățăturilor publice”. Din anul 1855 lucrează la Arhivele Statului din Iași, iar în 1856 ajunge membru al „Divanului de întărituri.” În anul 1857 se mută la București. Se căsătorește cu Eliza, fiica clucerului Miltiade Mărculescu din București. 
În 1848 a luat parte activă la mișcarea revoluționară din Moldova; de aceea a fost exilat. După multe peripeții, Gheorghe Sion reușește, cu ajutorul prietenilor lui, să treacă în Muntenia, de unde pe valea Buzăului, prin munți, trece în Transilvania, la Brașov. În Transilvania, i-a cunoscut pe: George Barițiu, Simion Bărnuțiu, Aron Pumnul și Andrei Mureșanu. Fiind în Transilvania, participă la adunarea de pe Câmpia Libertății de la Blaj, din 3/15 mai 1848, apoi a trecut în Bucovina, unde a cunoscut familia Hurmuzachi. Hurmuzăcheștii i-au primit cu multă dragoste pe emigranții moldoveni, la moșia lor, Cernauca.   
Reîntorcându-se la Iași, G. Sion a luat parte la toate mișcările unioniste care au dus la Unirea Principatelor. La 15 iulie 1855 este numit arhivist al Statului în locul lui Alecu Fotino și i se dă spre conducere Arhiva Statului din Iași (Gh. Ungureanu, Op.cit., p. 132). În martie 1866 este numit director general al Regiei Monopolului Tutunului din București. În perioada 1860-1862 a scos „Revista Carpaților”. Împreună cu V.A. Urechia a scos revista "Transacțiuni literare și științifice" (1872). A scris versuri și piese de teatru fără vreo valoare deosebită. Temele din poezia sa sunt cele comune în lirica epocii: patriotismul (Dorul țării), refuzul opresiunii (Cenzorul meu), satira venalității, a abuzurilor etc.  
Proza memorialistică („Suvenire contimpurane”, 1888), remarcabilă prin culoarea și fluența evocării, cuprinde portrete memorabile și pitorești, descrieri de atmosferă, realizând în cuprinsul povestirii valoroase nuvele autonome. Relatarea directă din "Suvenire..." este întreruptă uneori de episoade melodramatice sau de istorii cu caracter anecdotic. A tradus din clasicii și romanticii francezi. Au rămas în conștiința populară versuri scrise de Sion precum: „Mult e dulce și frumoasă/ limba ce-o vorbim” sau „Astăzi anul se-nnoiește/ Plugușorul se pornește”, cuprinse in volumul intitulat „Din poesiile lui George Sion”, tipărit în anul 1857 la Tipografia Nationala a lui Iosif Romanov.
Pentru carențe de cultură literară și pentru incontinența sa lirică, Gheorghe Sion a fost una dintre victimele lui Titu Maiorescu din Beția de cuvinte.
A fost secretar-general al Societății Academice Române și, ulterior, vicepreședinte al Academiei Române
Gheorghe Sion a murit la București la 1 octombrie 1892, după durerea provocată de moartea fiului său, Demir, care avea 23 de ani. A mai avut două fiice: Florica, măritată cu pictorul Eugen Voinescu, și Maria (Marica), măritată cu scriitorul Mateiu Caragiale.

## Lucrări

### Volume
- "Ceasurile de mulțemire a lui Gheorghe Sion" (1844); titlul acestui prim volum de versuri este împrumutat de la C.A. Rosetti
- "Din poesiile lui George Sion" (1857)
- "Suveniri de călătorie în Basarabia meridională", București, 1857
- "101 fabule" (1869) [ed. II-a revăzută 1886, ed. poporală, 1892]
- "Steaua României" (1878)
- "Suvenire contimpurane" (1888)
- "Sărutarea" – comedie în versuri, într-un act; București, 1888
- "Dramatice" (operă premiată de Academia Română), București, 1879
- "La Plevna !", dramă într-un act; București, 1878
- "Candidat și Deputat", comedie
- Poezii, cu o prefață de P.V. Haneș
- Proză. Suvenire contimpurane. Ediție îngrijită cu un studiu introductiv de R. Albala, București, 1956; reeditare 2014, editura POLIROM, Iași
- Versuri. Suvenire contimpurane, I-II, ediție îngrijită de R. Albala, 1973

## Traduceri
- "Zaira" (1854), de Voltaire
- "Întunericul" (1855), de George Gordon Byron
- "Safir, piatră prețioasă" (1857), de Moritz Gottlieb Saphir
- "Istoria generală a Daciei, saŭ a Transilvaniei, Țerei Muntenescĭ și a Moldovei" (1859), de Dionisie Fotino (Dionysios Phōteinos), Imprimeria Națională a lui Iosef Romanov et Companie, Bucurescǐ
- "Istoria Țării Românești" (1863), editată de frații Tunusli
- "Horațiu" (1875), de Pierre Corneille
- "Descrierea Chinei" (1888), de Nicolae Milescu Spătarul
- "Athalia", de Jean Racine (1874)
- "Phedra", de Jean Racine, traducere în "Revista Contimporană ", 1874, sem. II
- "Mizantropul", de Molière (Iași, 1854)
- "Socrate și femeia sa", de Théodore de Banville, 1886
- "Moartea lui Socrate", de Alphonse de Lamartine, Iași, 1847
- "Întâmplările baronului Münchhausen"
- "Călătorii în Basarabia meridională"
- Ahil, de At. Hristopoulos, trad. din l. greacă.

George Călinescu consideră că traducerile sunt fără însemnătate. Teatrul său în versuri este ilizibil.